# Вежиньский, Казимеж
Кази́меж Вежи́ньский (пол. Kazimierz Wierzyński; 27 августа 1894, Дрогобыч — 13 февраля 1969, Лондон) — польский поэт, прозаик, эссеист.

## Биография
Урождённый Вирстлейн (пол. Wirstlein); по просьбе семьи фамилия была изменена в 1912 на Wierzyński.
Окончил лицей в Стрые (1912). Учился в университетах Кракова и Вены. В печати дебютировал стихотворением в однодневном дрогобычском издании в 1913. Принимал участие в национально-патриотических организациях. С началом Первой мировой войны добровольцем вступил в Восточный легион. После его роспуска оказался в австрийской армии. В 1915—1918 в лагере военнопленных в Рязани. После бегства из плена участвовал в подпольной деятельности Польской военной организации в Киеве.
Осенью 1918 перебрался в Варшаву. Принимал участие в литературной жизни — участвовал в выступлениях кабаре «Pod Picadorem», стал одним из основателей поэтической группы «Скамандр». Издал первый сборник стихотворений «Wiosna i wino» («Весна и вино», 1919). Во время советско-польской войны был офицером по делам пропаганды в бюро печати главного командования (1920), редактировал газеты «Ukraińskie Słowo» и «Dziennik Kijowski».
По окончании советско-польской войны обосновался в Варшаве. Сотрудничал в журнале «Skamander», рупоре литературной группы «Скамандр», в иллюстрированном еженедельнике «Wiadomości Literackie» и других периодических изданиях.
С началом Второй мировой войны был эвакуирован вместе с редакцией газеты «Gazeta Polska» во Львов. Позднее через Францию, Португалию и Бразилию выехал в США (1941). Встретился с Романом Якобсоном, который написал статью о его стихах. Сотрудничал в польских эмигрантских изданиях и с польской редакцией радиостанции «Свободная Европа». В 1964 переехал в Европу. Обосновался сначала в Риме, позднее перебрался в Лондон, где и умер. Прах перезахоронен в Польше в 1978.

## Творчество

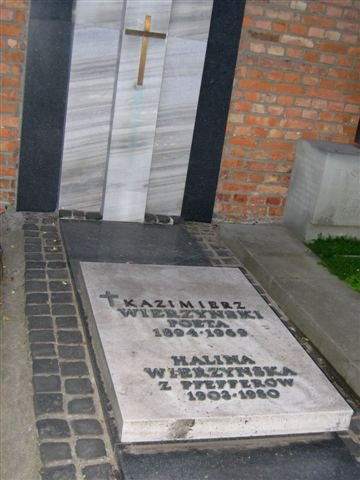
Надгробие на варшавском кладбище Повонзки

Первая книга стихотворений «Wiosna i wino» («Весна и вино», 1919) принесла ему известность. В ней, как и в следующем сборнике «Wróble na dachu» («Воробьи на крыше», 1921), доминировали радостные, оптимистические настроения. Сборники стихов «Wielka Niedźwiedzica» («Большая Медведица», 1923), «Pamiętnik miłości» («Дневник любви», 1925), «Rozmowa z puszczą» («Разговор с пущей», 1929) отличались углубившимся пониманием сложности и противоречивости человеческой натуры и действительности. Сборник «Laur olimpijski» («Олимпийский лавр», 1927) представляет собой проекцию спортивных переживаний. В 1928 году этот сборник получил золотую медаль в Конкурсе искусств на IX Олимпийских играх в Амстердаме (номинация — лирические произведения).
Своей лучшей книгой Вежиньский считал «Wolność tragiczna» («Трагичная свобода», 1936) — сборник поэм в романтическом стиле, главным героем которых был Юзеф Пилсудский, а главной темой — будущее недавно обретённой и вновь оказавшейся под угрозой независимой Польши.
Во время войны издал пять сборников стихов патриотической тематики, лучшая книга этого периода — «Земля-волчица» ("Ziemia-Wilczyca, 1941). После войны выходом из тяжелых переживаний, связанных с потерей во время войны родных, и творческого кризиса, оказалась биография Шопена («Życie Chopina», 1949, на англ. яз.; на польском издана в Нью-Йорке в 1953). Выпустил книги стихов «Сундук на плечах» («Kufer na plecach», 1964), «Черный полонез» («Czarny polonez», 1968).
Издал также два сборника военных рассказов «Granice świata» («Границы света», 1933) и «Pobojowisko» («Побоище», 1944), также сборники рецензий, фельетонов, очерков, воспоминаний («Моя личная Америка», 1966).

## Публикации на русском языке
- Стихи в переводе Натальи Астафьевой
- Стихи в переводе Святослава Свяцкого